# Proacidalia sinenigra
Proacidalia sinenigra är en fjärilsart som beskrevs av Lone Aagesen. Proacidalia sinenigra ingår i släktet Proacidalia och familjen praktfjärilar. Inga underarter finns listade i Catalogue of Life.